# کوت بهته
کوت بهته (به انگلیسی: Kot bhutta) یک روستا در پاکستان است که در ناحیه گوجرانوالا واقع شده‌است.